# Bosco Albergati
Bosco Albergati ist der Ruinenkomplex eines Landhauses aus dem 16. Jahrhundert am östlichen Rand des Gemeindegebietes von Castelfranco Emilia in der italienischen Region Emilia-Romagna. Es liegt in der Siedlung Cavazzona an der Via Lavichielle. Oft wird die Ruine auch La Piccola (dt.: Die Kleine) genannt, um eine Verwechslung mit der schöneren Anlage in Zola Predosa in der Nähe von Bologna zu vermeiden.

## Beschreibung
Von der Architektur des Hauses, das im Zweiten Weltkrieg schwer bombardiert wurde, blieb zwischen den handwerklichen Restaurierungen und den Trümmern auf Grund der Bombenschäden und der nachfolgenden Einstürze im Laufe der Zeit kaum etwas übrig.
Dieser Komplex zeigt sich als zentraler Kern einer ausgedehnten Fläche, die durch kultivierte Felder und Wälder gekennzeichnet ist. Ein Teil dieses Waldes ist immer noch als Park des Landhauses erhalten, in dem seltene, hundertjährige Pflanzen gedeihen. Von den Nebengebäuden, die aus einem Stall mit Heuboden, einem Dienstgebäude, einem Landarbeiterhaus mit Fabrik und einem Eishaus bestanden, blieb nur noch letzteres vollständig nutzbar, wogegen das Stallgebäude derzeit als Geräteschuppen dient.
Der am besten erhaltene Teil, der irgendwie von einer Gruppe Freiwilligen, die dort ihren Dienst taten, restauriert wurde, ist der Empfangssalon, der vielleicht in der Vergangenheit auch als Theater der Villa genutzt wurde. Die Deckenmalereien sind erhalten, aber fast vollständig vom ausgebesserten Putz verdeckt. Man kann sogar Räume und Loggien erkennen, deren Wandschmuck nüchtern und in sanftem Rosa, Lichtblau und Hellgrün gehalten erscheint. Spuren von Figuren blieben auf den Seiten der Türen, zusammen mit Stuck und einer leichten Faltung, wie sie für das 17. und 18. Jahrhundert in Bologna typisch war.
Im Souterrain, genau unter dem Salon, kann man gerade noch einen Raum erkennen, der als Küche diente und mit Herd und Kamin über die ganze Wand ausgestattet ist. Kleine Wandnischen für Wein, Lebensmittel und Fleisch komplettieren das Bild. Das Wasser nahm man aus einem inneren Brunnen in der Nähe der Treppen zum Obergeschoss. Ein weiterer Brunnen existierte draußen neben dem kleinen Becken, das dank des Eingreifens der Freiwilligen erhalten werden konnte. Dann folgen auf der West- und der Nordseite des Gebäudes mehrere Räume aufeinander in einer Raumflucht, die für die Logistik des Anwesens genutzt wurde. Es fehlen nicht einmal zwei Brunnen, vermutlich Reste mittelalterlicher Gebäude, die im 16. Jahrhundert im Auftrag der Familie Albergati restauriert und verschönert wurden.

### Der Wald
Neben dem Landhaus gab es früher einen Wald in der Ebene, der vorwiegend aus Eichen bestand, von dem im Laufe der Zeit wegen mangelnder Pflege und den Bombardements des Zweiten Weltkrieges nur noch vier Hektar übriggeblieben sind. 1990 stellte der Architekt Cesare Leonardi ein Wiederaufforstungsprojekt vor, das die Bepflanzung von etwa 40 Hektar Gelände um den historischen Kern herum vorsah, das ein von ihm erstelltes und „La Città degli Alberi“ (dt.: Stadt der Bäume) benanntes Modell beinhaltete. Das Werk wurde 1996 abgeschlossen und heute kümmern sich die Freiwilligen der Gesellschaft „La Città degli Alberi“ um den Park.